# 勇直子
勇 直子（いさむ なおこ、1968年12月7日 - ）は、日本の女優・元アイドル歌手。神奈川県逗子市出身。本名同じ。

## 来歴
埼玉県浦和市で出生。兄がいる。父親の転勤で1歳になる前に神奈川県横浜市に引っ越し。幼稚園に入る前に短期間、宮城県仙台市に移り、幼稚園に入る直前に大阪府吹田市に引っ越し、青山幼稚園に通う。吹田に小学校1年の一学期までいて、その後、広島県広島市へ越す。広島市立古田小学校へ小学5年生まで在籍。このためデーモン閣下と在学時期が重なった可能性がある。山に囲まれた当地で自然児になり、男の子たちと木登りをしたり虫採りをしよく遊んだとデーモン閣下と同じような話をしている。広島を離れる時は悲しくて泣いたという。小学6年のとき、神奈川県逗子市に引っ越し、デビュー前の引っ越しはこれで終了した。
小・中学生時代のニックネームは「トロちゃん」。大ボケでトロく、のんびり屋という意味から付けられたという。
神奈川県立高校在学中の1985年、バレエのレッスンの帰りに原宿駅の券売機前で芸能プロダクション『K-HOUSE』（社長はイルカ）のスタッフにスカウトされ、芸能界入り。
翌1986年、『夏・体験物語2』（TBS）でドラマデビュー。同時期『センターラインが終わるとき』でRVC（現：ソニー・ミュージックレーベルズ）より歌手としてもデビューし、非タイアップ曲ながら『歌のトップテン』（日本テレビ）に出演した他、各種新人賞レースにも4、5番手でノミネートされた。当時、作家の秋元康が彼女の才能に惚れこみ「本田美奈子を超える、新時代アイドル歌手になる」と語っていて、レコード会社は「女・吉川晃司を作る」と意気込み、本人はオリコン社長との対談にて「アイドルでもアーティストでもないニュータイプになりたい」と述べていた。「山下久美子が目標」と話していたこともある。
歌手活動のかたわら、数々のミュージカルやドラマにも出演。
1990年頃、芸能界引退。数年後には宮田和弥（JUN SKY WALKER(S)のボーカル）と結婚、出産も経験。2002年、芸能プロダクションoregaと契約し、芸能界に復帰。現在も、女優や、CMタレントなどで活躍中。

## ディスコグラフィー

### シングル
（以下RVCから発売）
- センターラインが終わるとき／Boys And Girls - 当時オフコースに在籍していた大間ジローのプロデュースによるデビューシングル。作詞：秋元康・作曲：松尾一彦（オフコース、当時）（1986/7/17発売）
- ナーバスにならないで／私の場合（1986/10/21発売）
- さよならは落ち込まないで／ムンクの叫び（1987/2/21発売）
- BOOM BOOM BOOM（Let's Go Back To Your Room）（ポール・レカキスの「BOOM BOOM」をカバー）編曲：角松敏生／Just A Beatnik（1987/5/21発売）
- BOOM BOOM BOOM（12inch Club Mix）／BOOM BOOM BOOM（Radio Mix）／BOOM BOOM BOO（Inst.）
- ラスト・パラシュート／ねじれた美学（1988/1/21発売）
- ポラロイドのふたり／Fancy Free

### アルバム
- アスファルトの天使たち（RVCから1986年に発売）

- コンプリート・ベスト（vivid soudから発売）

### 12インチシングル
（以下RVCから発売）
- BOOM BOOM BOOM 編曲：角松敏生

## 女優活動

### 映画
- 19
- ロスト・イン・トランスレーション

### ドラマ
- 夏体験物語2
- 高原へいらっしゃい
- 月曜ドラマランド・ぺぱ〜みんと・エイジ

### CM
- 損保ジャパンDIY生命「ブロック」篇 (2005年)
- EPSON Epson Color「一枚の、全社一丸」篇 (2005年)
- ソニー・コンピュータエンタテインメント「PSP the Best『おゆるし』」篇 (2005年)
- ベネッセ「いぬのきもち」篇 (2006年)
- 日清オイリオ 「生命の知恵」篇 (2006年)
- シダックス「幹事はつらいよ」篇 (2006年)
- 東洋水産「マルちゃん・麺づくり」 (2006年)
- TKC「2006年変わりました」篇 (2006年)
- 東京スター銀行「円定期預金」(2006年-2008年)
- 任天堂 大人の常識力トレーニングDS「マゴにも衣装!」篇 (2006年)
- 片岡物産「バンホーテンミルクココア」(2006年)
- ベネッセ 「BE－GO」(2006年)
- 大阪ガス「マイホーム3文化」篇 (2007年)
- パルシステム「お部屋でダンス」篇 (2007年)
- フジッコ「ふじっ子煮」篇 (2007年)
- 花王 リセッシュ「除菌EX新登場」篇 (2007年)
- 片岡物産「バンホーテンミルクココア」 (2007年)
- NTT コミュニケーションズ OCN キッズケア「見守る」篇(2009年)
- ミツカン「黒酢ドリンク」(2010年〜2011年)
- 再春館製薬 ドモホルンリンクル「年齢肌って？」篇(2011年〜年)
- JA共済「三谷家のこんにちは！」「三谷家の保障のはなし」(2013年〜)
- daiei ダイエー「おいしいと言わせたい！ ドミニカ共和国」篇(2014年〜)

### ラジオ
- 港区海岸一丁目（文化放送）[2]
- Joy Joy Wave（FM愛知）[2]
- 勇直子の不思議なラジオパーティー（西日本放送）[2]
- MBSヤングタウン木曜日（1987年8月 - 1989年1月、MBSラジオ）